# Perecsi Tibor
Perecsi Tibor (1941. október 18. – 2014. február 17.) labdarúgó, fedezet. A Ferencváros 1964-65-ös VVK győztes csapatának tagja.

## Pályafutása
1962-ig a Diósgyőri VTK labdarúgója volt és innen kétszer szerepelt az utánpótlás válogatottban is. 1962 és 1963 között a Honvéd labdarúgója volt, majd 1967-ig a Ferencváros játékosa lett. Ez pályafutásának legsikeresebb időszaka. Összesen 87 mérkőzésen játszott a Fradiban (50 bajnoki, 28 nemzetközi, 9 hazai díjmérkőzés és 1 gólt szerzett. 1964-ben a bajnokcsapat jobbfedezete volt, a lehetséges 28 mérkőzésből 19-en szerepelt. Tagja volt az 1964-65-ös VVK győztes csapatnak, de a torinói döntő mérkőzésen nem szerepelt.
1968-ban az Egyetértés labdarúgója volt. Ez volt az utolsó idénye az élvonalban. Az aktív labdarúgást Sátoraljaújhelyen fejezte be, ahol 1969 és 1970 között játszott.

## Sikerei, díjai
- Magyar bajnokság
  - bajnok: 1964
  - 2.: 1965, 1966
  - 3.: 1963-ősz
- Magyar Népköztársasági Kupa (MNK)
  - döntős: 1967
- Vásárvárosok Kupája (VVK)
  - győztes: 1964–65